# 伍道爾峰
84°17′S 178°38′E / 84.283°S 178.633°E
伍道爾峰（英語：Woodall Peak）是南極洲的山峰，位於沙克爾頓海岸，處於羅斯冰架南側，海拔高度720米，在1940年由美國探險隊發現和拍攝照片，現時由南極條約體系管理。